# خورشیدگرفتگی ۳۱ اوت ۱۹۱۳
خورشیدگرفتگی ۳۱ اوت ۱۹۱۳ (به انگلیسی: Solar eclipse of August 31, 1913) یک خورشیدگرفتگی از نوع خورشیدگرفتگی جزئی است. این خورشیدگرفتگی در تاریخ ۳۱ اوت ۱۹۱۳ میلادی (‎۹ شهریور ۱۲۹۲ خورشیدی) روی داد که زمان اوج آن، ساعت ۲۰:۵۲:۱۲ به‌وقت ساعت هماهنگ جهانی بوده‌است.